# Mer Morte
La mer Morte (hébreu : יָם הַמֶּלַח, Yām HaMélaḥ, « mer de Sel » ; arabe : ٱلْبَحْرُ ٱلْمَيِّت  ou arabe : بَحْر لُوط Bahr-Lût « mer de Loth ») est un lac salé du Proche-Orient partagé entre Israël, la Jordanie et la Palestine.
D’une surface approximative de 810 km2, il est alimenté par le Jourdain et l'Arnon issu du plateau jordanien. Alors que la salinité moyenne de l’eau de mer est de 2 à 4 %, celle de la mer Morte est d’approximativement 27,5 % (soit 275 grammes par litre). Cette salinité, ainsi que la présence d'électrolytes toxiques fait qu'aucun poisson ni aucune algue macroscopique ne peuvent subsister, ce qui lui vaut le nom de « mer morte ». Néanmoins des organismes microscopiques (plancton, bactéries halophiles et halobacteria, etc.) s'y développent normalement. De plus, en 2011, des sources d'eau douce ont été découvertes au fond de la mer Morte qui permettent le développement d'autres micro-organismes non halophiles.
Elle est identifiée au lac Asphaltite de l'Antiquité,, Flavius Josèphe dans la Guerre des Juifs utilise cette dénomination,.
La mer Morte a perdu le tiers de sa superficie depuis les années 1970 et se trouve désormais menacée de disparition.

## Étymologie et toponymie
En hébreu, la mer Morte est appelée Yām ha-Melaḥ  (ים המלח), qui signifie « mer de sel » (Genèse 14:3). La Bible utilise sept fois ce terme aux côtés de deux autres : la « mer de la Arabah » (Yām ha-'Ărāvâ ים הערבה), et la « mer de l'Est » (ha-Yām ha-kadmoni הים הקדמוני). La désignation « mer Morte » n'apparaît jamais dans la Bible. En prose, on utilise parfois le terme Yām ha-Māvet (ים המוות, « mer de la Mort »), en raison de la rareté de la vie aquatique dans cette région.
En arabe, la mer Morte est appelée quelquefois baḥrᵘ lūṭᵃ (بحر لوط, la « mer de Loth »). Un autre nom historique en arabe était la « mer de Tzoʼar », d'après la ville voisine de Tsoar à l'époque biblique. Les Grecs l'appelaient le Lac d'Asphaltites (Attique (dialecte)) ἡ Θάλαττα ἀσφαλτῖτης, hē Thálatta asphaltĩtēs, la « mer d'Asphaltite »).

## Géographie

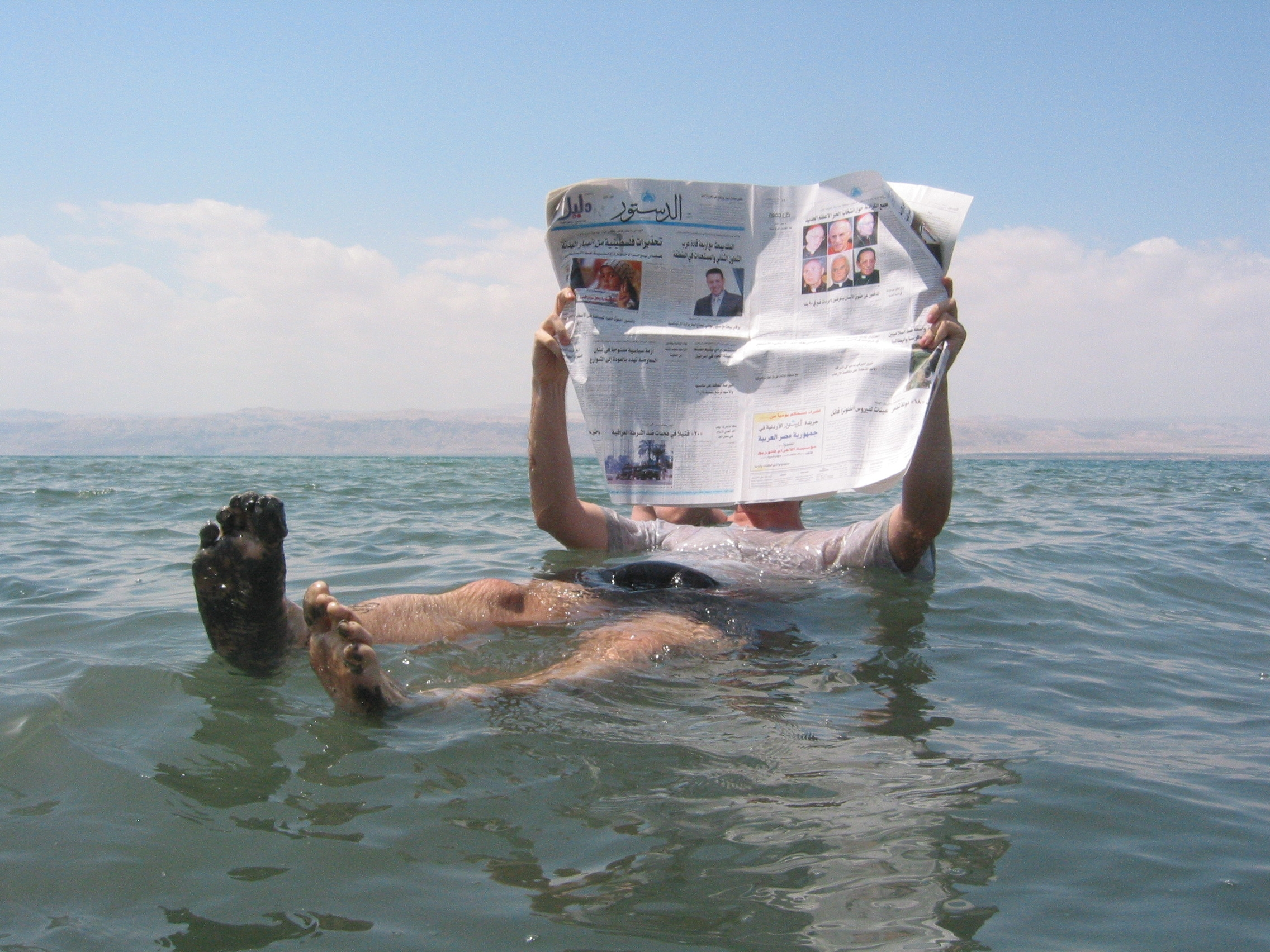
Conséquence de la forte salinité sur les baigneurs.

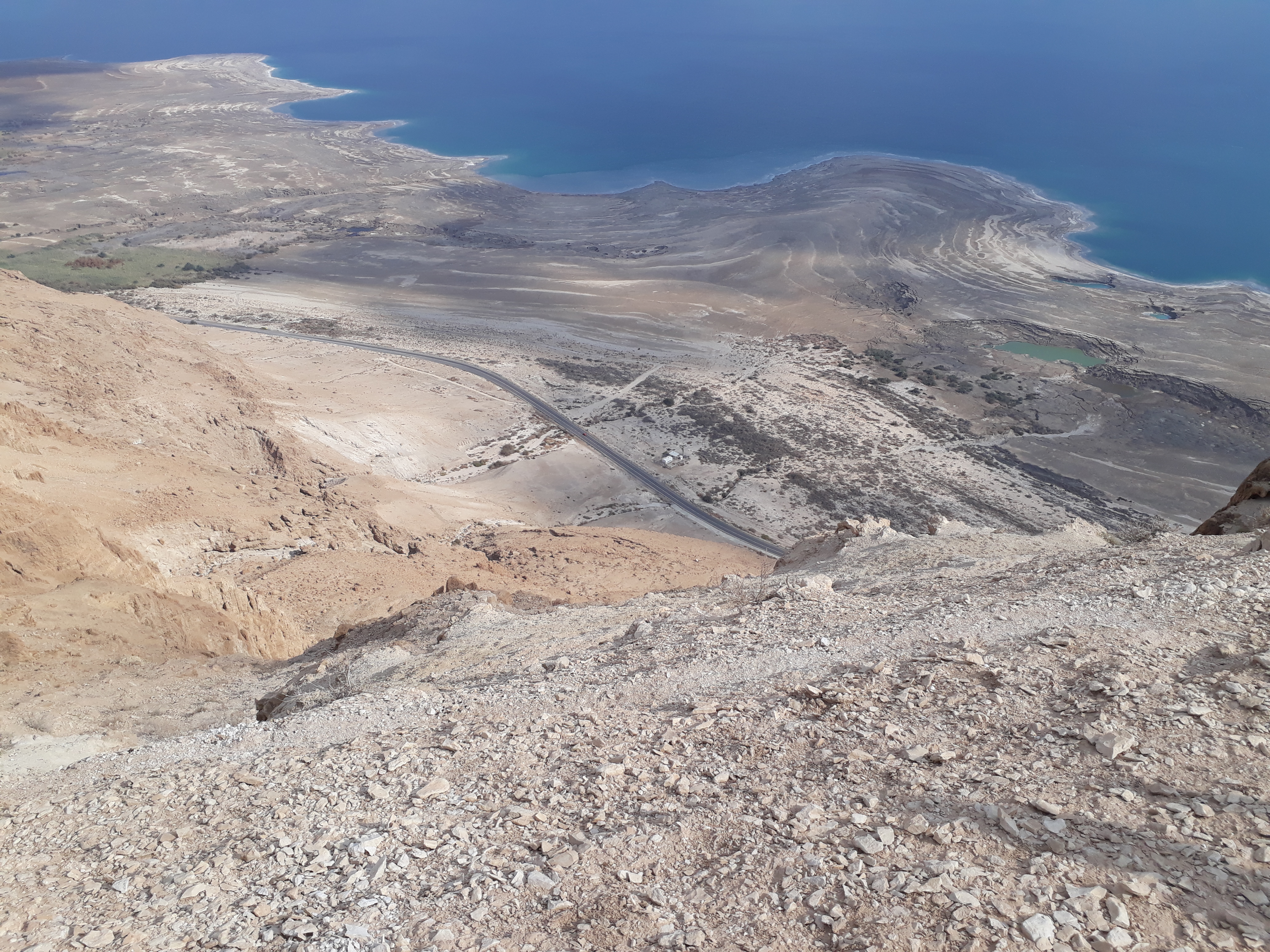
Côte de la mer Morte. Novembre 2019.

L’eau de la mer Morte est une solution de sels dont la concentration diffère grandement de la salinité normale d’un océan. Le chlorure de magnésium et le chlorure de sodium sont les principaux composants de cette solution. Riches en minéraux, les eaux de la mer Morte sont réputées pour soigner le psoriasis (guérissable grâce au sel et minéraux de l'eau et au soleil particulièrement chaud dans cette région[réf. nécessaire]) et les rhumatismes.
La masse volumique de l’eau de la mer Morte, de 1 240 kg/m3, est telle qu’un être humain peut y flotter plus facilement qu'ailleurs.
La mer Morte est le point émergé le plus bas de la surface du globe avec une altitude de −440 mètres, sous le niveau de la mer en avril 2025 (−399 mètres en octobre 1976), mais d’autres endroits de la vallée du Grand Rift pourraient un jour la supplanter. Le niveau de l'eau dans la mer Morte descend de 1,45 mètre par an en moyenne.
Ces cinquante dernières années, elle a ainsi perdu 28 % de sa profondeur et le tiers de sa superficie.

## Composition de l'eau
L'eau de la mer Morte contient 27,5 % de sels, contre 2 à 4 % pour les eaux de mers. En 1944, l'océanographe français Jules Rouch mesurait la composition de l'eau en divers points et à plusieurs époques de l'année et notait une concentration plus forte de presque tous les éléments, corrélée avec la profondeur.
De plus, la chimie de l'eau varie selon les apports pluviaux.
| éléments (en g/l)        | 1944       | 1944   | 1944    | 2018 |
| ------------------------ | ---------- | ------ | ------- | ---- |
| éléments (en g/l)        | en surface | à 50 m | à 100 m | 2018 |
| Sodium                   | -          | -      | -       | 34,9 |
| Potassium                | -          | -      | -       | 7,56 |
| Calcium                  | -          | -      | -       | 14,4 |
| Magnésium                | -          | -      | -       | 35,2 |
| Sulfates                 | -          | -      | -       | 0,54 |
| Bicarbonates             | -          | -      | -       | 240  |
| Chlorure                 | -          | -      | -       | 208  |
| Chlorure de sodium       | 82,4       | 84,2   | 87,4    | 87   |
| Brome                    | -          | -      | -       | 5,59 |
| Chlorure de potassium    | 11,8       | 14,7   | 15,7    | 11,5 |
| Chlorure de magnésium    | 142,1      | 163,7  | 169     | -    |
| Chlorure de calcium      | 33         | 47,5   | 46,7    | -    |
| Total des sels par litre | 271,8      | 316,9  | 326,7   | -    |

## Toxicité
Se baigner dans la mer Morte ne présente pas de problème pour la santé grâce à la barrière protectrice offerte par la peau mais cette eau avalée en quantité significative (équivalent d'une quasi-noyade) est hautement toxique à cause de son taux extrêmement élevé d'électrolytes.
Si la peau est protectrice, il a été montré que le psoriasis permet le passage percutané de certains électrolytes de la mer Morte (brome, rubidium, calcium et zinc… mais pas magnésium) dans l'organisme. À cet effet, une expérience a été menée avec des volontaires (sains et psoriasiques) ayant effectué une balnéothérapie avec l'eau de la mer Morte ou dans des solutions simulées de sels de bain.
Des animaux (cobayes) ont été placés dans des solutions de sel de bain simulant la mer Morte mais marqués par des quatre radionucléides marqueurs (calcium, magnésium, potassium et brome radioactif). Après 60 min de bain, ces 4 marqueurs radioactifs ont été détectés (à l'état de traces) dans le sang et dans certains organes internes des cobayes. Ils s'étaient répartis dans le corps selon un schéma physiologique classique de distribution. Les solutions étaient toutes hypertoniques mais on a observé une nette pénétration de ces quatre sels dissous, tant via l'épiderme sain (humain et cobaye) que lésé (psoriasique).

## Écologie de la mer Morte et de ses sédiments
Durant les derniers 200 000 ans, la salinité de cette mer a varié (atteignant parfois celle d'aujourd'hui qui a des causes anthropiques). Avec l’hyper-salinisation, la vie s'y est raréfiée mais pas éteinte. Malgré une salinité de 275 grammes par litre d'eau (contre autour de 35 grammes par litre dans l'océan mondial) quelques microbes extrêmophiles et très halophiles y survivent (bactéries et archées) ainsi que des microchampignons halophiles. Depuis près d'un demi-siècle, l'écologie microbienne de la mer Morte et sa biogéochimie font l'objet d'études. Dans la partie anoxique du sédiment, des archées méthanotrophes consomment le méthane du sédiment.

### Présence potentielle de phytoplancton
Lors des treize premières années d'études microbiologiques quantitatives conduites en mer Morte (de 1980 à 1993) les chercheurs ont d'abord observé en 1980 une pullulation d'algue unicellulaire verte Dunaliella parva (atteignant 8 800 cellules/ml) ainsi que d'archéobactéries rouges (2 × 107 cellules/ml). Cette explosion de vie a fait suite à un épisode de pluies diluviennes qui ont rendu l'eau moins salée en surface. Ce bloom planctonique a disparu fin 1982 quand l'eau douce était évaporée et/ou mélangée à la colonne d'eau. De 1983 à 1991, le lac a été holomictique ; aucune Dunaliella n’a alors été observée, et les bactéries viables étaient rares. Puis l'hiver 1991-1992 de fortes pluies ont créé une nouvelle couche moins salée en surface (5 premiers mètres dilués à 70 % de leur salinité antérieure) ; là Dunaliella s'est à nouveau développée (avec un maximum de 3 × 104 cellules/ml observé début de mai, chutant ensuite rapidement, à moins de 40 cellules/ml en fin juillet). Un bloom d'archéobactéries rouges a aussi été observé (3 × 107 cellules/ml) a encore une fois donné une coloration rouge au lac.
Grâce à la plateforme de forage de l'équipe internationale de chercheurs en mer Morte, et à son programme de forage profond, le sédiment de la mer morte commence à être mieux connu, et on a montré que des micro-organismes du lac vivent aussi dans toute la colonne sédimentaire, bien que le milieu soit hyper-salé, dense, sans lumière et anaérobie.
Des archées du genre Halobacteria avaient déjà été repérées dans les sédiments et en 2019 — sous une épaisseur de 400 m de profondeur de sédiments marins — une équipe de l'Université de Genève a découvert des bactéries. Un indice de présence de bactéries avait été la découverte dans les carottes de sédiments de cires d’esters isopréniques (molécules que les archées ne savent pas produire, mais que des bactéries peuvent synthétiser à partir de fragments d’archées selon Daniel Ariztegui). On pouvait donc supposer que des bactéries se nourrissent d'archées ou de leur cadavre, la nécrophagie étant plus probable que la prédation, car moins exigeant en matière de consommation énergétique. Comme d'autres extrêmophiles, ces bactéries semblent pouvoir fortement réduire leur métabolisme pour ne se diviser que tous les 100 000 ans environ. Si la salinité continue à augmenter, au-delà d'un certain seuil l'adaptation devient a priori impossible, même en présence de carbone nutritif. « Ce seuil « d’inadaptation » est aujourd’hui inconnu ».
À partir de la fin des années 1980, on découvre trois espèces de microchampignons filamenteux vivant dans la mer Morte, dont une espèce nouvelle d'Ascomycota (la description de champignons vivant dans un milieu aussi salé était une première mondiale).
Des spores et du mycélium d'Aspergillus versicolor et de Chaetomium globosum survivent jusqu'à huit semaines à la salinité de la Mer Morte. Quatre isolats trouvés en mer Morte (isolats de Aspergillus versicolor, Eurotium herbariorum, Gymnascella marismortui et Chaetomium globosum) ont survécu 12 semaines dans de l'eau de la mer morte et tous leurs mycéliums survivaient dans de l'eau de la mer Morte diluée à 50 % et 10 %. Les souches prélevées en Mer Morte résistent mieux au sel que celles isolées dans des eaux moins salées. Les spores venant d'isolats provenant des rives émergées de la Mer Morte étaient généralement moins tolérants au sel que ceux des mêmes espèces trouvées dans la colonne d'eau. Il existe donc en Mer Morte des champignons halo-tolérants et/ou halophiles adaptés au sel.

### Présence potentielle de virus
Puisque des microbes y vivent (et une algue après les fortes pluies), il était permis de penser que des virus y sont présents. En octobre 1994, le microscope électronique a effectivement révélé dans la mer Morte « un grand nombre de particules ressemblant à des virus » (on a décompté de 0,9 jusqu'à 7,3 × 107 par millilitre d'eau de la mer Morte lors du déclin d'une prolifération d'archées halophiles). Ces particules pseudo-virales étaient beaucoup plus nombreuses que les bactéries (en moyenne 4,4 fois plus, et parfois jusque près de 10 fois). Plusieurs formes fréquentes chez les virus ont été observées (forme de fuseau le plus souvent, devant des formes de phages polyédraux et à queue. Des particules minuscules en forme d'étoile, de la taille d'un virus ont aussi été observées, d'origine inconnue, de même que des restes d'algues. Le taux de particules de type viral varie beaucoup selon les époques, laissant penser que comme dans l'océan mondial, les virus jouent ici un rôle majeur dans le contrôle des pullulations d'algues ou de bactéries, dans un environnement où le zooplancton prédateur du phytoplancton est totalement absent.

## Histoire
La mer Morte s'est déjà complètement asséchée il y a environ 120 000 ans (une période interglaciaire chaude et sèche qui a suivi la glaciation de Riss, troisième glaciation de l'ère quaternaire). De petits cailloux arrondis tels que ceux présents le long de ses rives, ont été trouvés lors d'un forage à 235 m de profondeur au centre de cette mer. Immédiatement sous ces petits galets, se trouve une couche de sel de 45 mètres d'épaisseur. L'association galets ronds et couche de sel permet de conclure à cet assèchement total, et de rendre plus probable un prochain assèchement de la mer Morte dont le niveau baisse de 70 cm par an depuis que le Jourdain est largement détourné pour l'irrigation.
La baisse de la pluviométrie, amorcée il y a 40 000 ans environ, a entraîné, en raison d’une très forte évaporation, une régression du lac et une augmentation constante de sa salinité.
La carte de Madaba qui date du VIe siècle montre une mer Morte sans langue de terre, sur laquelle voguent deux bateaux, tous détails qui pourraient montrer des conditions moins difficiles.
Comme la mer d'Aral et le lac Tchad, la mer Morte a perdu, ces cinquante dernières années, le tiers de sa superficie. Le dessèchement est tel qu’une large bande de terre craquelée la scinde désormais en deux bassins distincts. La cause essentielle en est l’assèchement du Jourdain, l'une de ses sources d’eau douce avec les bassins versants du désert de Judée et de son vis-à-vis jordanien. Une autre cause majeure est l’évaporation de volumes importants d’eau par les usines de production de sel de la mer Morte. Elles seraient responsables de l’évaporation de 300 millions de mètres cubes d’eau par an[réf. nécessaire].
La réduction de la superficie de la mer Morte se poursuit jour après jour, et crée à terme un risque écologique, économique et géostratégique dans la région.
En 1837, Gotthilf Heinrich von Schubert est le premier, avec son compagnon de voyage Johannes Roth, à relever que le niveau de la mer Morte est de plusieurs centaines de mètres au-dessous de celui de la Méditerranée.

xx
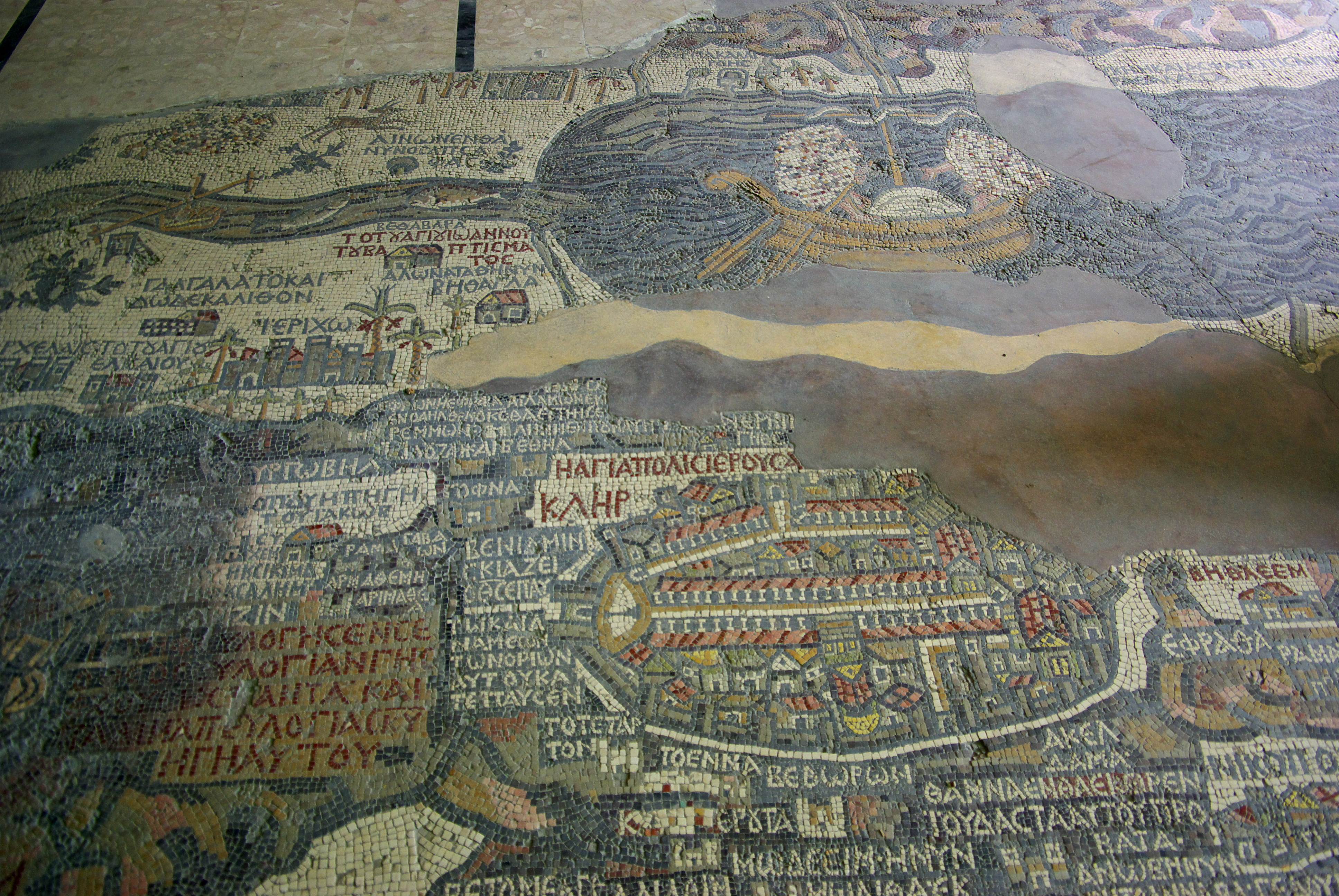
Carte de Madaba (VIe siècle) : navire sur la mer Morte.
Taille de la mer Morte de 1960 à 2007.
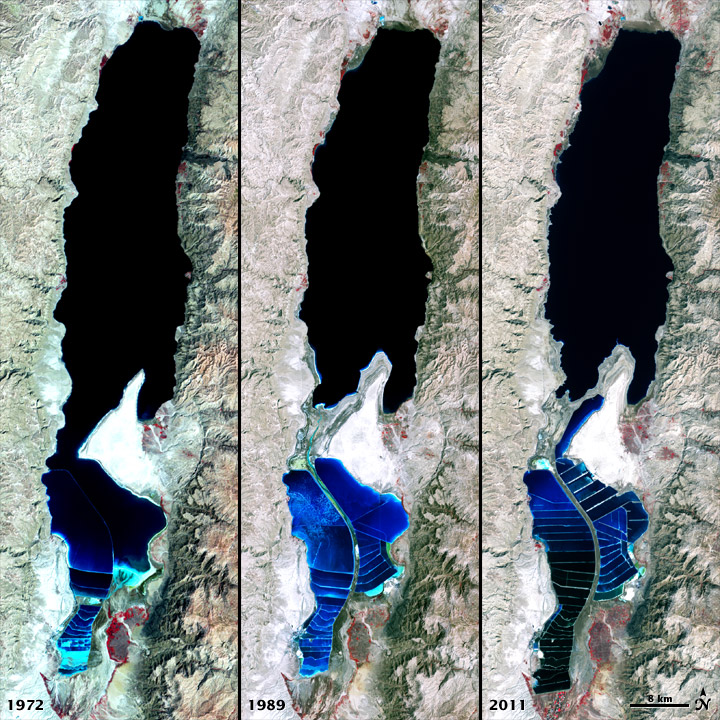
Carte satellite de l'évolution de la mer Morte en 1972, 1989 et 2011.
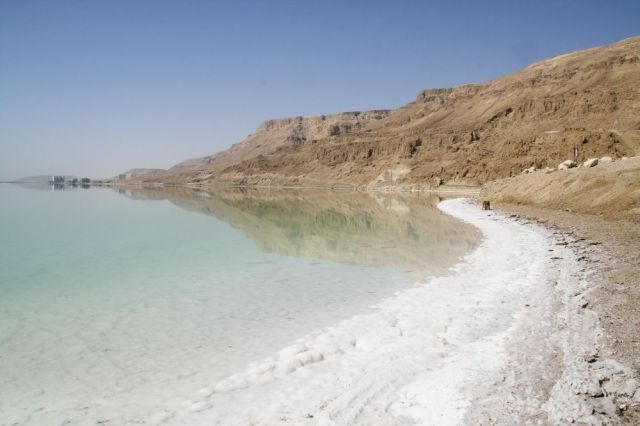
Rivage salé près d’Ein Gedi.
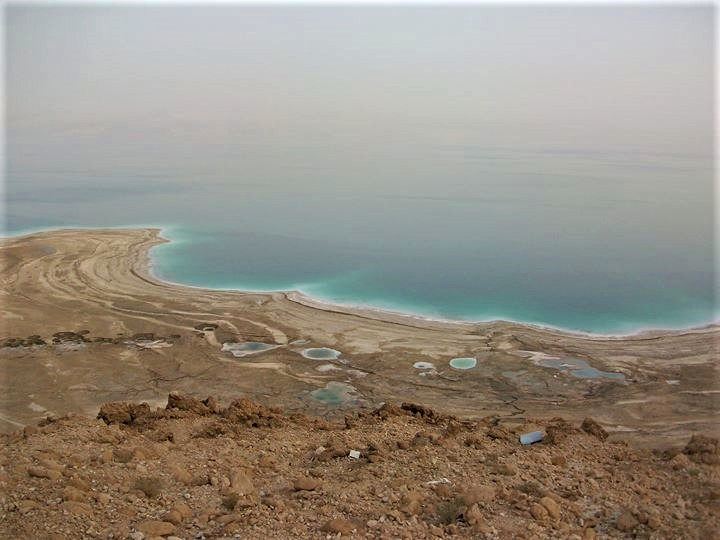
Dolines formées le long du rivage asséché (2011).

## Tourisme
La mer Morte attire de nombreux touristes venus du monde entier afin de profiter des curiosités du lieu et des fameuses boues qui entourent la mer Morte. La concentration de sel exerce une poussé d'Archimède du corps qui flotte inévitablement à la surface rendant ainsi la baignade attractive. Un tourisme cosmétique s'est également développé dans la région comme en peuvent témoigner les nombreux hôtels construits sur le littoral et les centres de thalasso-thérapie.

tourisme
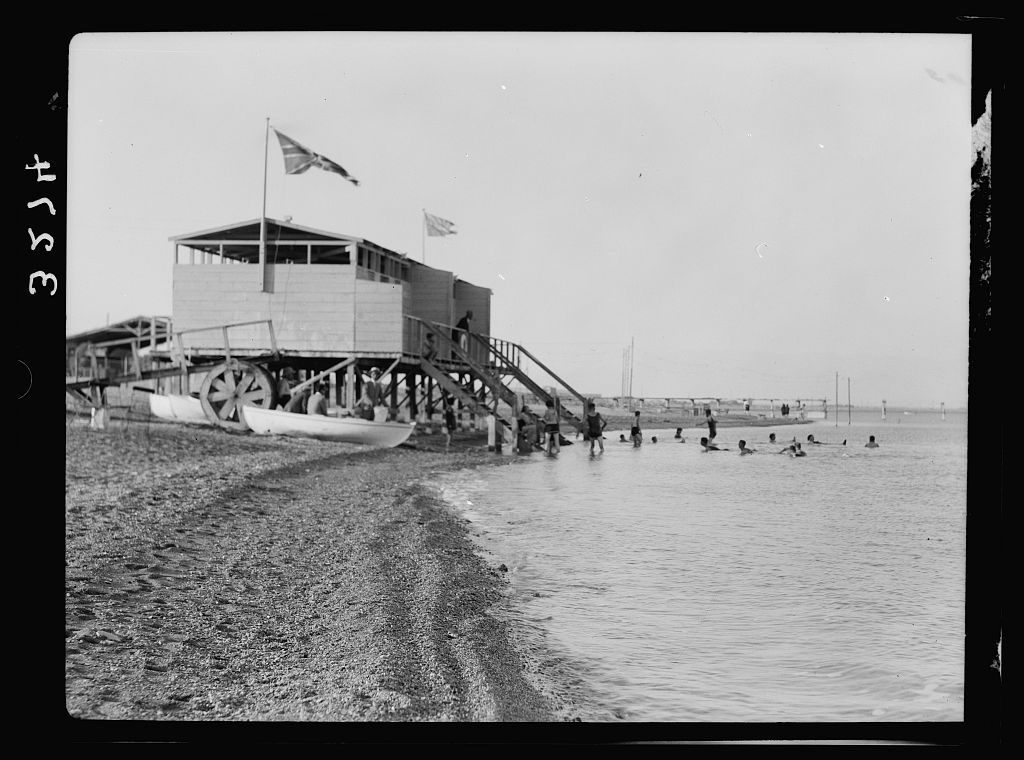
La plage de Kalya en 1920.
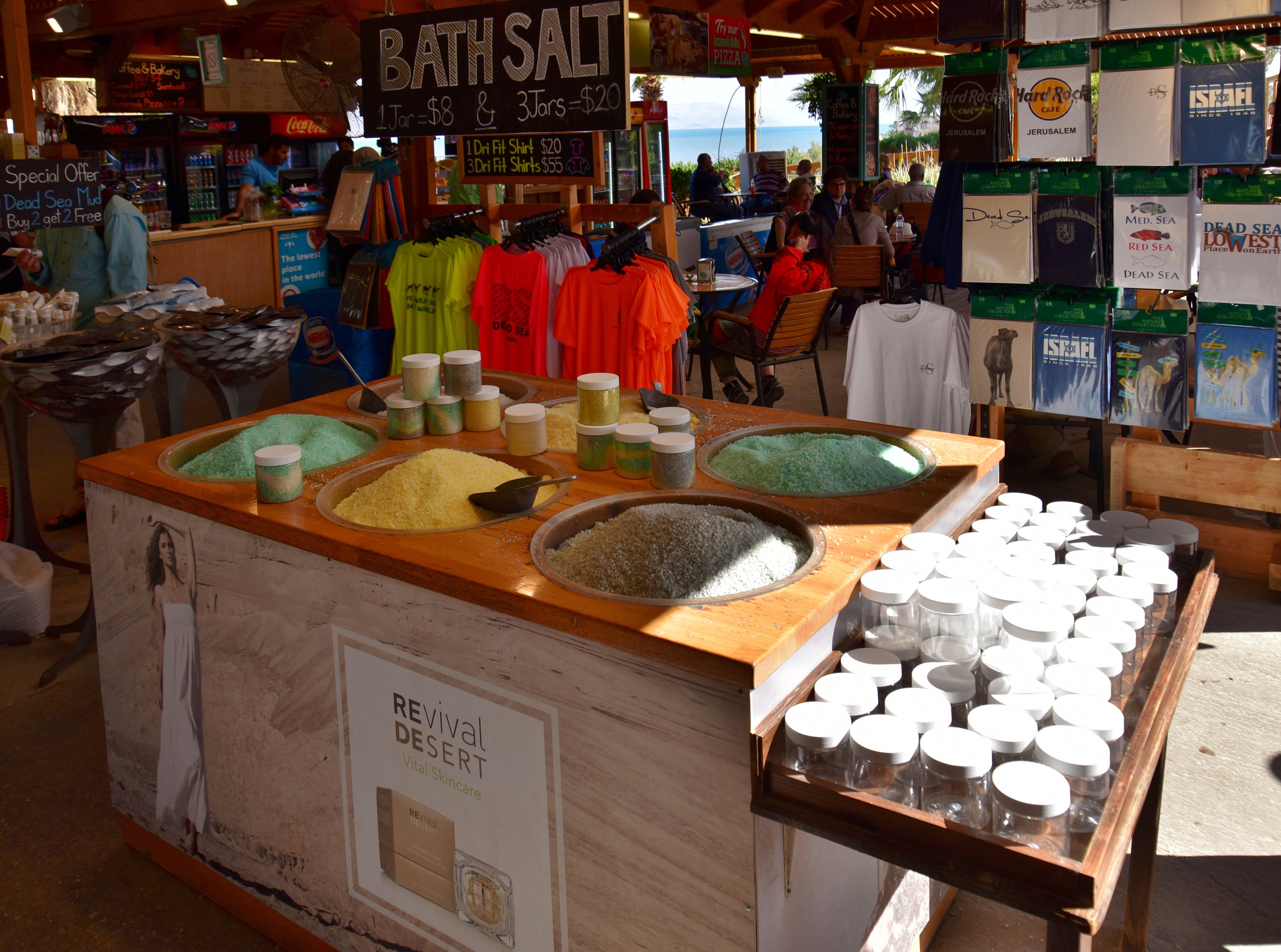
Magasin touristique à Kalya.

## Projets de réhabilitation
Une des solutions envisagées à l'assèchement de la mer Morte consisterait à construire un pipeline ou creuser le canal de la mer Morte (surnommé « Canal de la paix » ou dit RSDSC pour Red Sea–Dead Sea Canal), un canal depuis la mer Rouge, sur une longueur de 180 kilomètres.

### XXesiècle
La différence de niveau permettrait un usage hydroélectrique (projet proposé au début du XXe siècle, présenté par Édouard Imbeaux en 1925 à l'académie des sciences,), potentiellement associé à une centrale de dessalement.
En 1902 Theodor Herzl imagine de relier la mer morte à la mer Méditerranée, plus proche quoique séparée par un dénivelé important. Plusieurs projets ont été proposés, dont un canal souterrain. Les premiers mètres furent inaugurés par Menahem Begin, mais le creusement fut suspendu puis l’idée abandonnée en 1985.
À la suite des accords d'Oslo en 1993, le projet est remis au goût du jour en impliquant l’Autorité palestinienne et la Jordanie. Le principe proposé est de pomper l’eau de la mer Rouge jusque dans les montagnes proches du golfe d'Aqaba (soit 150 m au-dessus du niveau de la mer Rouge), puis, un canal de 184 km serait creusé en territoire jordanien, dont 134 kilomètres couverts, pour amener l’eau à la mer Morte, 600 m plus bas. Plusieurs organisations environnementales émettent de sérieux doutes quant à cette solution, craignant même des nuisances pour l’écosystème[réf. nécessaire].

### XXIesiècle
Fin 2006, la Banque mondiale et l'Agence Française de développement se sont associées pour assister Israël, la Jordanie et les Territoires Autonomes Palestiniens dans la réalisation d'une étude de faisabilité d’un transfert de la mer Rouge vers la mer Morte.
Le 9 décembre 2013, un accord est signé entre la Palestine, la Jordanie et Israël pour « sauver » la mer Morte. Il s'agit de construire une canalisation depuis la mer Rouge ainsi qu'une usine de dessalement afin de perfuser l'étendue d'eau en partie asséchée. D'un coût compris entre 250 et 400 millions de dollars, le canal pourra commencer à être creusé lorsque les pays signataires auront sollicité des donateurs et la Banque mondiale.

### Documentaire
- Que vive la mer Morte, de German Gutierrez. Ce documentaire réalisé en 2012 relate les conflits autour de la mer Morte, qui oppose la Jordanie, Israël et la Palestine, ainsi que des intérêts économiques d'entreprises privées, et les conséquences de cette situation sur la réduction de la surface de la mer Morte.
  - Documentaire, Que vive la mer Morte, sur film-documentaire.fr.
  - Vidéo, sur dailymotion.com